# Catachlorops fortunensis
Catachlorops fortunensis är en tvåvingeart som beskrevs av David Fairchild 1986. Catachlorops fortunensis ingår i släktet Catachlorops och familjen bromsar.
Artens utbredningsområde är Panama. Inga underarter finns listade i Catalogue of Life.